# 空軍局
空軍局（くうぐんきょく、ドイツ語：Luftwaffenamt、略称：LwA）は、ドイツ連邦空軍における空軍指揮司令部と並列する二大組織の一つ。空軍指揮幕僚監部の傘下にあって空軍少将が局長を務め、連邦空軍に必要な概念の開発、教育、装備に責任を負う。この他に、連邦空軍の組織において兵站分野の運用のためにも活動する。ケルンのケルン＝ヴァーン（de:Köln-Wahn）に本部を置く。

## 空軍局の任務
空軍局は空軍作戦部隊を直接には指揮せず（実働部隊の指揮は空軍指揮司令部が執る）、それ以外の分野の任務を総合して担当する。一部の例外としては航空安全に係わる事項、飛行操縦に係わる事項については実働部隊に対して関与する。特に一般的に軍事に関わる事項に対しては空軍として責任を負う機関である。この他に、空軍における後方支援態勢や将兵に対する各種教育を担当する。このため以下のような事項が空軍局の主要任務となる。
- 人事管理
- 空軍の保安
- 指揮運用、組織、教育、予備役、国際協力
- 後方支援業務の基礎、資器材の管理
- 情報通信システムの基礎、その運用と保安

## 構造と組織

### 主要幹部
空軍局の長には空軍少将が指定され、各部を下に置きこれを指導する。副局長には空軍准将が指定され、局長の下で空軍局の各部に対する指揮官である。空軍局の幕僚長には空軍大佐が指定され、局長を補佐し各部を指導する。

## 内部組織
空軍局は5つの専門部で構成され、それぞれの任務に対して責任を負う。
- 空軍の合理化・統制・組織・人事体系・支出規制
- 空軍情報センター・報道
- 連邦軍の飛行業務
- 連邦軍の航空保安
- 空軍の発展中枢

## 下位組織
空軍局は以下の2つの主要集団（コマンド）を指揮下に置き、他にも直轄の機関を持つ。
- 空軍訓練集団
- 空軍兵器システム集団

空軍局直轄の機関
- 空軍軍医監（GenArztLw）
- 連邦軍航空管制局（AFSBw）
- ヴァーン空軍支援群（LwUstgGrp WAHN）
- ヴァーン空軍法務顧問センター（RBZ Lw WAHN）

## 歴史
1956年5月1日に空軍局の前身組織である空軍任務センター部（Dienststelle für Zentrale Luftwaffenaufgaben、DZL）が設立され、1956年10月15日に総合空軍局に改称される。1962年まで頻繁に内部組織が変更され、1962年12月1日に空軍局に改組された。1968年にも内部組織の改編が行われ空軍士官学校をしたがえる。1970年9月30日の再編成命令に従い、同年10月1日に大規模な組織改編がなされ、より高位の指揮当局となる。1973年には空軍軍医監が隷下に入る。

## 歴代局長
| 前身組織の長 |                                                                    |                |                |
| -            | ヨアヒム・シュナイダー空軍大佐 Joachim Schneider                   | 1956年         | 1958年         |
| 空軍局長     |                                                                    |                |                |
| 1            | ヘルマン・ブッシュ空軍准将 Hermann Busch                           | 1958年4月1日   | 1961年6月1日   |
| 2            | エルンスト・キュッセロー空軍准将 Ernst Kusserow                    | 1961年6月1日   | 1963年3月31日  |
| 3            | クルト＝グスタフ・ナーゲル空軍少将 Kurt-Gustav Nagel               | 1963年4月1日   | 1967年3月31日  |
| 4            | ヘルムート・マールケ空軍中将 Helmut Mahlke                         | 1967年4月1日   | 1968年3月31日  |
| 5            | アドルフ・ヘンペル空軍中将 Adolf Hempel                            | 1968年4月1日   | 1971年6月      |
| 6            | ウーヴェ・ヴォーゲル空軍中将 Uwe Vogel                             | 1971年6月      | 1975年9月30日  |
| 7            | エルンスト＝ディーター・ベルンハルト空軍中将 Ernst-Dieter Bernhard | 1975年10月1日  | 1976年6月30日  |
| 8            | フリードリヒ・オブレザー空軍中将 de:Friedrich Obleser              | 1976年10月1日  | 1977年9月30日  |
| 9            | リヒャルト・フローデル空軍中将 de:Richard Frodl                    | 1977年10月1日  | 1982年3月31日  |
| 10           | ギュンター・ラウルフ空軍中将 de:Günter Raulf                       | 1982年4月1日   | 1984年9月30日  |
| 11           | パウル・ゾンマーホフ空軍中将 Paul Sommerhoff                       | 1984年10月1日  | 1987年9月30日  |
| 12           | ヴァルター・シュミッツ空軍中将 Walter Schmitz                      | 1987年10月1日  | 1989年3月31日  |
| 13           | ヨアヒム・ゾハセウスキ空軍中将 de:Joachim Sochaczewski             | 1989年4月1日   | 1992年3月31日  |
| 13           | ペーター・ハーラウス空軍中将 Peter Haarhaus                        | 1992年4月1日   | 1994年3月31日  |
| 14           | ボート・アンゲリアン空軍少将 Botho Engelien                        | 1994年4月1日   | 1998年9月30日  |
| 15           | ヨルク・ケプケ空軍少将 Jörg Köpke                                  | 1998年10月1日  | 2002年9月25日  |
| 16           | ゼヴァルティウス・モエセン空軍少将 Servatius Maeßen                | 2002年9月26日  | 2003年9月30日  |
| 17           | ヴォルフガンク・デーリンク空軍少将 Wolfgang Döring                 | 2003年10月1日  | 2005年10月31日 |
| 18           | ヴィンフリート・グレイバー空軍少将 Winfried Gräber                 | 2005年11月1日  | 2009年11月30日 |
| 19           | ペーター・フンク空軍少将 de:Peter Funk                             | 2009年11月30日 |                |